# АЭС Пало-Верде
АЭС Пало-Верде (англ. Palo Verde Nuclear Generating Station) — действующая атомная электростанция на юго-западе США (штат Аризона). Это крупнейшая атомная станция в США (3 энергоблока по 1400 МВт), снабжающая электроэнергией города с населением почти 4 миллиона человек. Также она является второй по установленной мощности (после ГЭС Гранд-Кули) и крупнейшей по годовой выработке электричества, среди электростанций США любых типов.

## Общее описание
Станция расположена в пос. Винтерсбург округа  Марикопа штата Аризона, в 80 км западнее г. Финикс. Названа по имени невключенной территории пос. Пало Верде, хотя расположена вблизи другого населённого пункта.
Строительство станции началось в 1976 году, полностью введена в эксплуатацию в 1988 году. 
АЭС имеет 3 энергоблока с реакторами с водой под давлением (PWR) американской фирмы Combustion Engineering мощностью по 1400 МВт каждый. 

## Проблема водоснабжения

### Водоснабжение
АЭС Пало-Верде находится в пустыне Сонора. где нет ни рек, ни озёр, ни моря — единственная атомная станция в мире, не расположенная около большого водоёма. Станция использует оборотную воду, которую владельцы покупают у населённых пунктов штата — в основном со станции очистки сточных вод города Феникс — административного центра и крупнейшего города американского штата Аризона —, куда также поступают сточные воды из четырёх ближайших небольших городов. Общая протяжённость трассы составляет 58 км. На АЭС вода проходит дополнительную очистку и обработку, после чего поступает в два больших бассейна суммарным объёмом 4,5 млн. м³. Бассейны заселены рыбой и водоплавающими птицами. На момент пуска АЭС спрос в регионе был низким, и города охотно заключили договор на 40 лет по поставкам воды.
Однако позднее спрос на оборотную воду значительно вырос, в частности, со стороны фермерских хозяйств, парков и даже для полей для гольфа; соответственно стоимость оборотной воды возросла. После продления срока эксплуатации станции до 60-и лет в 2015 году водный контракт был пересмотрен, в результате чего стоимость воды для станции возросла в несколько раз. Это заметно снизило рентабельность станции. Примерно в то же время американские АЭС стали испытывать острую конкуренцию со стороны газовых электростанций, работающих на дешёвом попутном газе, получаемым при добыче сланцевой нефти, что привело к снижению стоимости электроэнергии и, соответственно, также к снижению рентабельности АЭС.

### Варианты решения проблемы
Всё вышесказанное заставило владельцев станции искать альтернативные источники водоснабжения или пути снижения её расхода. Однако годы поисков показали, что в большинстве случаев предлагаемые альтернативы являются ещё более дорогими по сравнению с закупкой оборотной воды.
Одним из реалистичных выходов из положения была бы постройка градирен, но жаркий климат Аризоны превращает их строительство в сложную и дорогостоящую инженерную задачу; к тому же столь капитальные сооружения должны профункционировать только 20 лет — срок остаточной эксплуатации станции после продления.
В 2021 году станция и Сандийские национальные лаборатории приступили к изучению возможного использования углекислого газа сверхкритических параметров sc-CO2 для предварительного охлаждения воды. Демонстрационная установка готова, её испытания начались в июне 2022 года и продлятся несколько месяцев.
Ещё один возможный вариант решения проблемы — использование водного концентрата, остающегося после опреснения воды. Его недостаток — высокое содержание хлоридов и твёрдых примесей, что потребует внесения значительных изменений в систему водоподготовки на станции.
На 2022 год способ решения проблемы водоснабжения не выбран, ведутся его поиски.

## Информация об энергоблоках
| Энергоблок   | Тип реакторов           | Мощность | Мощность | Начало строительства | Физпуск    | Подключение к сети | Ввод в эксплуатацию | Закрытие |
| Энергоблок   | Тип реакторов           | Чистый   | Брутто   | Начало строительства | Физпуск    | Подключение к сети | Ввод в эксплуатацию | Закрытие |
| ------------ | ----------------------- | -------- | -------- | -------------------- | ---------- | ------------------ | ------------------- | -------- |
| Пало-Верде-1 | PWR, CE (2-loop) DRYAMB | 1311 МВт | 1414 МВт | 25.05.1976           | 25.05.1985 | 10.06.1985         | 28.01.1986          | —        |
| Пало-Верде-2 | PWR, COMB CE80 DRYAMB   | 1314 МВт | 1414 МВт | 01.06.1976           | 18.04.1986 | 20.05.1986         | 19.09.1986          | —        |
| Пало-Верде-3 | PWR, COMB CE80 DRYAMB   | 1312 МВт | 1414 МВт | 01.06.1976           | 25.10.1987 | 28.11.1987         | 08.01.1988          | —        |